# 贡德南-蒙比
贡德南-蒙比（法語：Gondenans-Montby，法語發音：[ɡɔ̃dnɑ̃ mɔ̃bi]）是法国杜省的一个市镇，属于贝桑松区。该市镇于1790-1794年间由贡德南（Gondenans）、沙尔克蒙（Charquemont）和蒙比（Montby）合并而成。

## 地理
贡德南-蒙比（47°25'58"N, 6°27'9"E）面积11.78 平方千米，位于法国勃艮第-弗朗什-孔泰大區杜省，该省份为法国东部内陆省份，北起上索恩省，西接汝拉省，东部及东南部与瑞士接壤，东北部与贝尔福地区省接壤。
与贡德南-蒙比接壤的市镇（或旧市镇、城区）包括：布尔努瓦、苏瓦、于泽勒、维耶托雷、方丹莱克莱瓦勒。
贡德南-蒙比的时区为UTC+01:00、UTC+02:00（夏令时）。

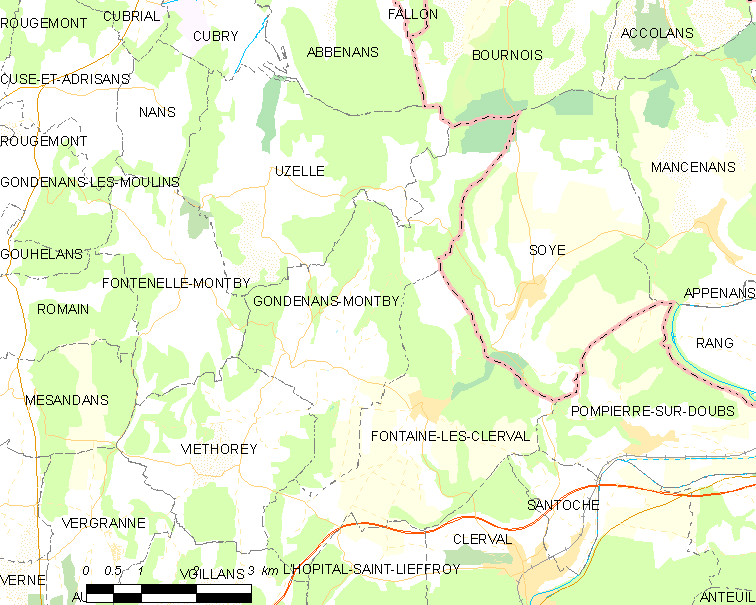
贡德南-蒙比的OSM定位图

## 行政
贡德南-蒙比的邮政编码为25340，INSEE市镇编码为25276。

## 政治
贡德南-蒙比所属的省级选区为博姆莱达姆县。

## 人口

1962-2008年间贡德南-蒙比人口变化图示

贡德南-蒙比于2022年1月1日时的人口数量为163人。